# Curt Fleischhack
Curt Fleischhack (* 7. Dezember 1892 in Leipzig-Reudnitz; † 6. Oktober 1972 in Leipzig) war ein deutscher Bibliothekar und von 1955 bis 1961 als Hauptdirektor Leiter der Deutschen Bücherei.

## Leben
Curt Fleischhack war Sohn eines Straßenbahnfahrers und einer Landarbeiterin. Nach dem Abschluss der achten Klasse in der Leipziger Bürgerschule absolvierte er in Leipzig eine Buchhändlerlehre und arbeitete anschließend als Buchhandlungsgehilfe in Wiesbaden und Leipzig. 1915 wurde er Büchereigehilfe in der Deutschen Bücherei. Im Herbst 1915 folgte seine Teilnahme als Sanitäter am Ersten Weltkrieg. Nach dem Krieg kehrte Fleischhack 1918 an die Deutsche Bücherei zurück und besuchte die Leipziger Bibliothekarschule. 1921 legte er erfolgreich die Prüfung für den gehobenen Dienst an wissenschaftlichen Bibliotheken ab. 1929 wurde er zum Bibliotheksoberinspektor befördert.:S. 260–261

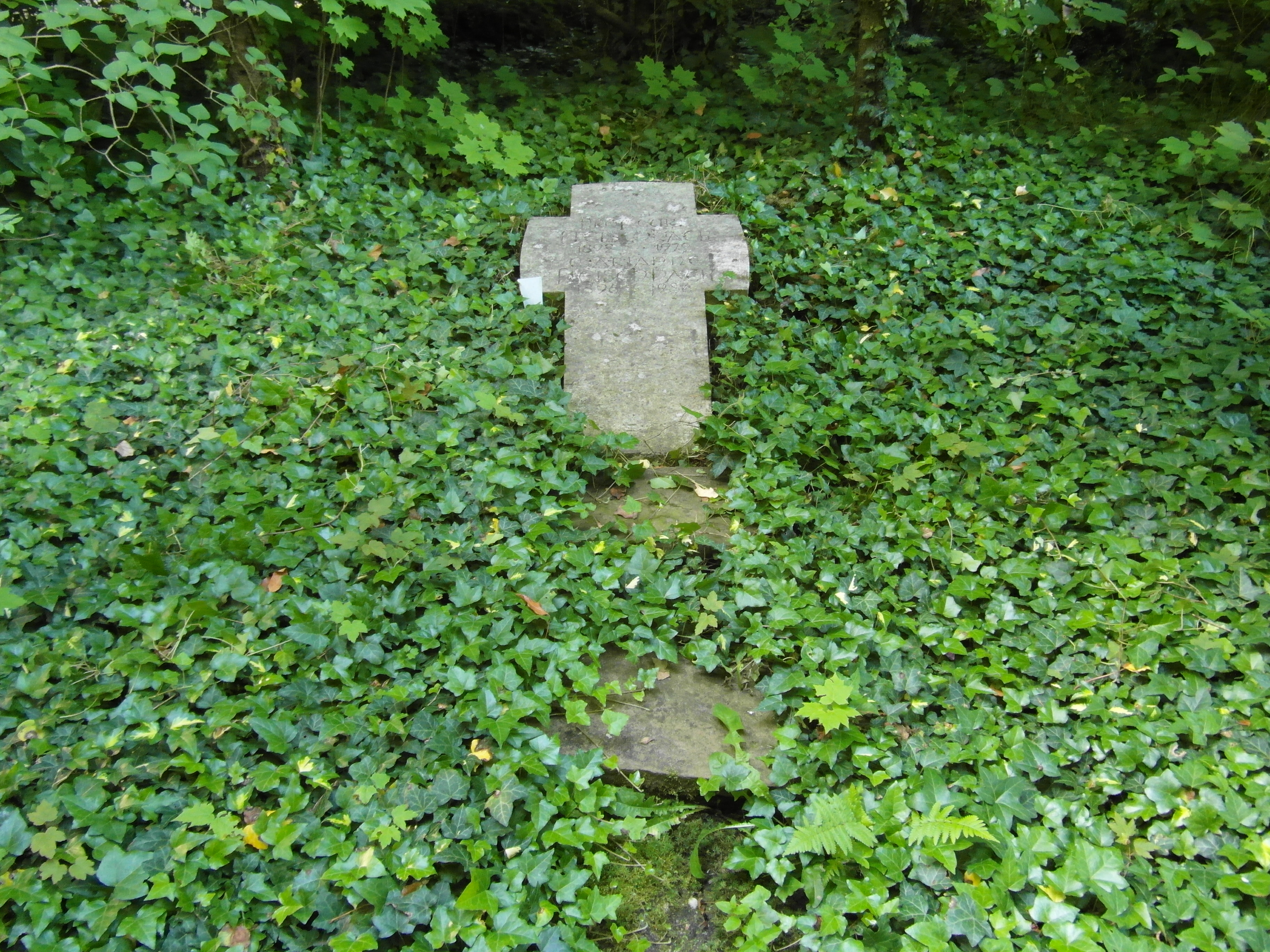
Grabstätte Curt und Marianne Fleischhack auf dem Südfriedhof in Leipzig – Grabstelle im Dezember 2022 aufgelassen

Der Katholik Fleischhack war von 1924 bis 1935 Mitglied der Mazdaznan-Bewegung und 1923 für etwa sechs Monate Mitglied der SPD. Er trat 1934/1935 unter anderem der Nationalsozialistischen Kulturgemeinde und der Nationalsozialistischen Volkswohlfahrt bei.:S. 260 Ab 1934 war er Mitglied der SA-Reserve, die er 1939 verlassen musste. 1937 stellte er erfolglos einen Antrag zur Aufnahme in die NSDAP.:S. 122
Fleischhack war vor allem mit der Entwicklung der Nationalbibliographie in der Deutschen Bücherei beschäftigt. Unter anderem hatte er maßgeblichen Einfluss auf die Trennung der Nationalbibliographie in Reihe A (Buchhandelsschriften) und Reihe B (außerhalb des Buchhandels erscheinende Schriften).
Ende 1940 beauftragte das Reichsministerium für Volksaufklärung und Propaganda die Deutsche Bücherei eine Bibliographie des jüdischen Schrifttums in deutscher Sprache (1901–1940) zu erstellen. Über den Umfang der Bibliographie hatte Fleischhack eine Überschlagsrechnung mit 105.000 geschätzten Schriften erstellt. Die Bibliotheksrat Johannes Ruppert bearbeitete die Bibliographie ab August 1941.
1945 wurde Fleischhack aufgrund seiner SA-Mitgliedschaft entlassen. Er durfte allerdings im freien Arbeitsverhältnis weiterbeschäftigt werden, da er federführend mit der Erstellung der Liste der auszusondernden Literatur betraut war.:S. 122 Inzwischen in die CDU eingetreten überstand er im April 1947 das Entnazifizierungsverfahren. In der Folge wurde er in verantwortlicher Position engster Mitarbeiter von Heinrich Uhlendahl. 1951 wurde Fleischhack Direktor der Bibliographischen Abteilung und 1954 unterzeichnete er eine Verpflichtungserklärung als IM des MfS der DDR.:S. 251
Im September 1955 berief das Staatssekretariat für Hochschulwesen den 63 Jahre alten Fleischhack, als auch im westdeutschen Bibliothekswesen anerkannte Persönlichkeit, zum Hauptdirektor und Leiter der Deutschen Bücherei in der Nachfolge des Ende 1954 verstorbenen Heinrich Uhlendahls. 1957 veröffentlichte er den „Grundriß der Bibliographie“, das in der Folge zum Standardwerk für die Ausbildung des bibliothekarischen Nachwuchses wurde. 1958 erhielt Fleischhack als Auszeichnung den Vaterländischen Verdienstorden in Bronze. Am Tag seines Ausscheidens aus dem Bibliotheksdienst bekam er Ende Januar 1961 den Professorentitel verliehen. Fleischhack verfasste in der Festschrift Deutsche Bücherei 1912–1962 einen Beitrag über die Bibliographien der Deutschen Bücherei. Sein Nachfolger Helmut Rötzsch kritisierte ihn scharf wegen seiner unpolitischen Haltung als Autor der Festschrift.:S. 405
1922 heiratete Fleischhack die Arbeitskollegin Marianne Holze, mit der er eine Tochter und einen Sohn hatte. Seine Frau war unter anderem als Schriftstellerin aktiv und verfasste mehrere Biographien, wie über Helene Schweitzer.

## Schriften
- Wege zum Wissen. Buch, Buchhandel, Bibliotheken, Schrifttumsverzeichnis. Triltsch, Würzburg 1940.
- Bibliographisches Vademekum für Buchhändler, Bücherfreunde und Studierende. Bachmair, Söcking 1949.
- Leitfaden der Bibliographie. Quelle und Meyer, Heidelberg 1951.